# A. J. Minter
Pour les articles homonymes, voir Minter.
Alex Jordan Minter (né le 2 septembre 1993 à Tyler, Texas, États-Unis) est un lanceur de relève gaucher des Braves d'Atlanta de la Ligue majeure de baseball.

## Carrière
A. J. Minter est repêché pour la première fois en 2012 au 38e tour de sélection par les Tigers de Détroit, avec qui il ne signe pas de contrat. Il rejoint les Aggies de l'université A&M du Texas, puis signe son premier contrat professionnel avec les Braves d'Atlanta, qui le réclament au 2e tour de sélection du repêchage amateur en 2015
Il fait ses débuts dans le baseball majeur le 22 août 2017 pour Atlanta, face aux Mariners de Seattle.